# Niaqornat
Niaqornat je osada v kraji Avannaata v severozápadním Grónsku. Osada se nachází na severním pobřeží poloostrova Nuussuaq u Umanackého fjordu. V roce 2017 tu žilo 38 obyvatel. Název osady znamená "hlavy".

## Ekonomika

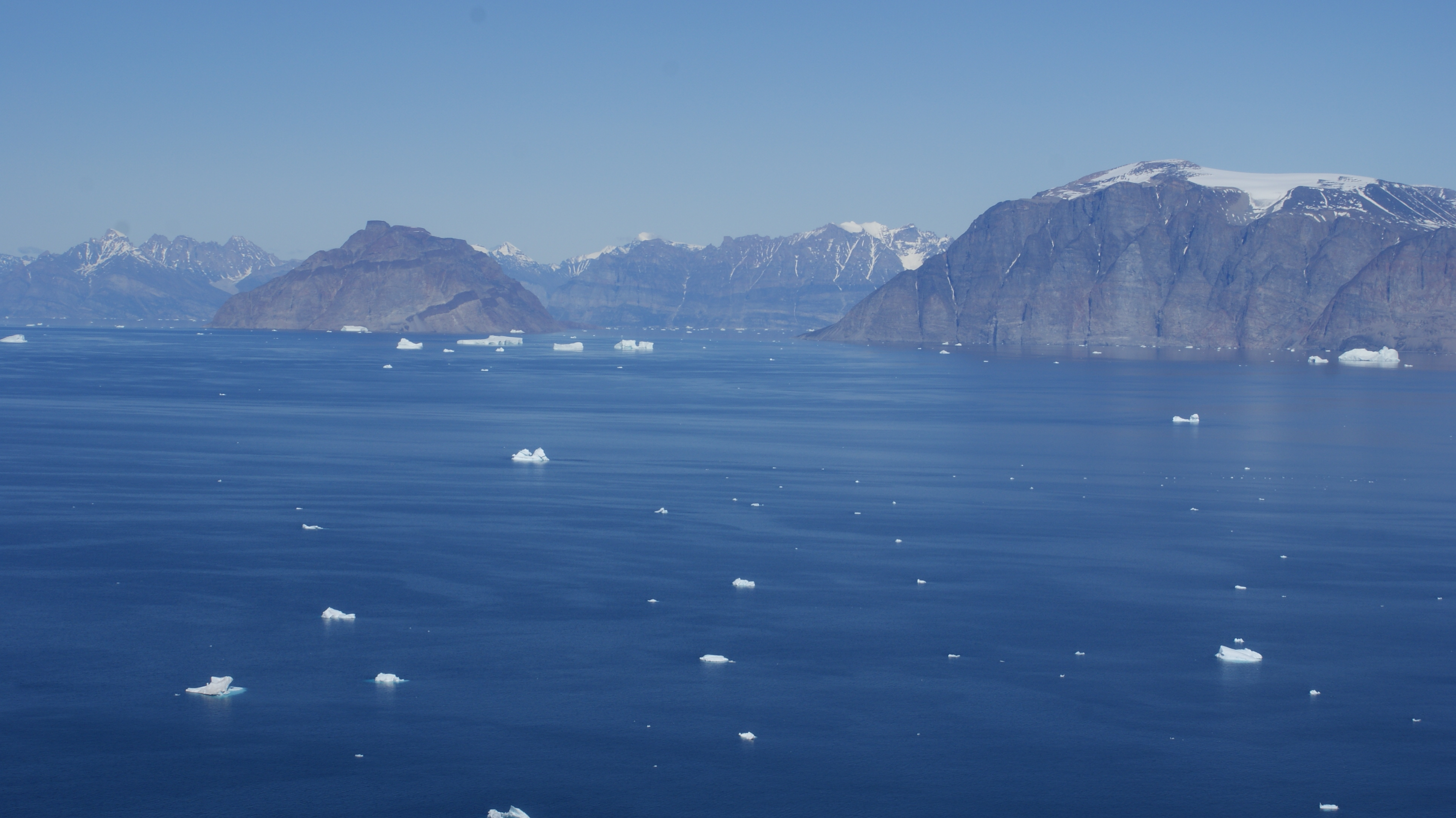
Letecký pohled na střed Umanackého fjordu, jsou vidět ostrovy Salleq, Appat a poloostrov Perlerfiup Nunaa v pozadí

### Rybaření
Rybaření je základem ekonomiky. Místní obyvatelé loví v moři tresky obecné, platýse černé a žraloky malohlavé. Je tu i mnoho různých lovených druhů savců: Tuleň kroužkovaný, tuleň vousatý, tuleň grónský, čepcol hřebenatý, mrož lední atd. Sezónně se tu vyskytují i narvalové a běluhy severní, vzácně tu lze spatřit i velrybu. V posledních letech tu byli pozorováni i huňáček severní a plejtvák myšok. Jako další osady v Qaasuitsupu, Niaqornat zažívá globální oteplování.

### Lov
Během jara bývá několik ledních medvědů zastřeleno pro maso. Lidé v Niaqornatu loví soby polární, zajíce polární, bělokura horského a různé ptáky. Niaqornat představuje tradiční lovecké kultury, na lov se používá psí spřežení. Niaqornat je příklad dobře fungující malé osady, v níž obyvatelé stále žijí z těžby místních živých zdrojů a představuje v moderní době pokračování grónské lovecké kultury. Továrna na přípravu ryb byla uzavřena, ale znovu otevřena v roce 2011.

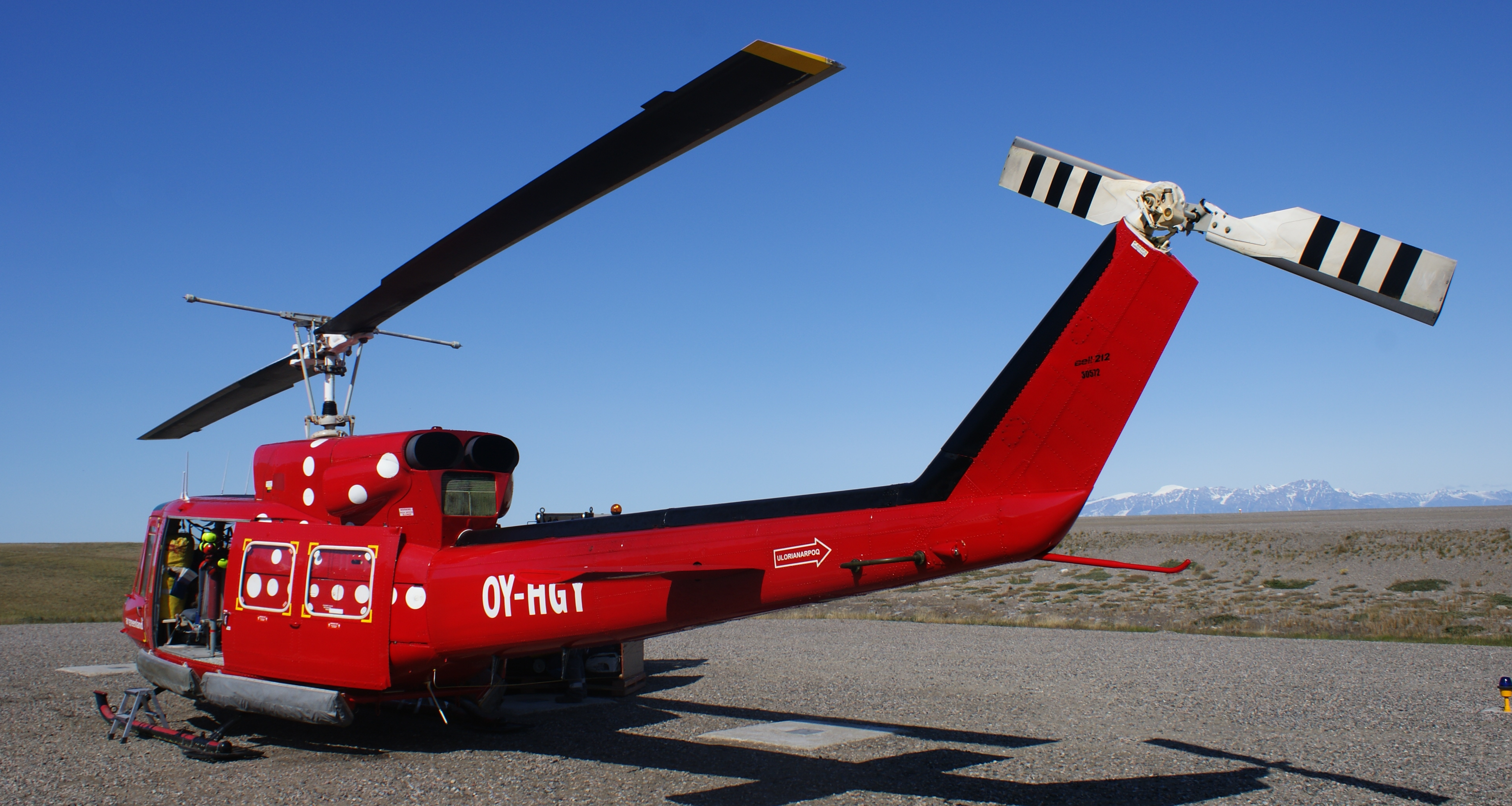
Vrtulník Bell 212 přepravuje cestující mezi Niaqornatem a Uummannaqem

### Veřejná zařízení
Niaqornat měl pouze elektřinu v roce 1988, ovšem nyní je schopen komunikovat se zbytkem světa pomocí satelitního, telefonního a internetového pokrytí. Osada je zásobována třemi miliony litrů vody v nádrži, která zásobuje osadu čerstvou vodou z jezer v horách. Je tu také kulturní dům, ve kterém se nachází prádelna a lázně. Obyvatelé vytvořili místní organizaci, která bude pracovat pro přilákání více turistů – zejména z výletních lodí. Nachází se tu škola, v níž se učilo v listopadu 2007 devět žáků.
Air Greenland slouží obci jako součást vládní zakázky s většinou vrtulníky, létajícími z místního heliportu do Uummannaqu. Neexistují žádné přímé lety na letiště Qaarsut, nacházejícím se v Qaarsutu, vesnici 37 km jihozápadně od Niaqornatu na stejném břehu poloostrova Nuussuaq, všichni cestující musí proto čekat na převod do Niaqornatu v heliportu Uummannaq.

## Počet obyvatel
Počet obyvatel Niaqornatu klesl o téměř třetinu oproti roku 1990, a o téměř čtvrtinu oproti roku 2000.

## Film
Filmařka Sarah Gavronová zdokumentovala život osady ve filmu Vesnice na konci světa (vydáno 2013)